# Sanatruq II
Ne doit pas être confondu avec Sanatruk II.
Sanatruq II fut le dernier roi de Hatra (une ancienne cité située dans l'actuel Irak), régnant d'environ 205 à 240/241 apr. J.-C. Fils du roi Abdsamiya, il est attesté par neuf inscriptions découvertes à Hatra. Deux de ces inscriptions seulement sont datées, mais elles sont difficiles à lire (peut-être 231 et 237/238). Sanatruq II apparaît dans les sources syriennes sous le nom de Sanatru et dans les sources arabes sous ceux de Daizian et Satirun. Une de ses inscriptions a été trouvée sur une statue le représentant debout. Son épouse aurait pu être Abbu. Deux de ses fils sont connus : Abdsamiya, nommé en l’honneur de son grand-père, était son héritier, tandis qu'un autre fils, Mana, est attesté en l'an 235 et semble avoir contrôlé la région d'Arabie de Wal, au sud-est d'Édesse, indiquant que Sanatruq II avait peut-être étendu son territoire. Sa fille Duspari est mentionnée sur une statue datée de l'année 549 (soit 238 apr. J.-C.), et une deuxième statue appartient à sa petite-fille Samay.
Sous le règne de Sanatruq II, Hatra devint vassale des Romains. Vers 226/227 apr. J.-C., les Sassanides attaquèrent la cité sans succès, mais finirent par la conquérir et la détruire, probablement vers 240/241 apr. J.-C.

## Littérature
- Michael Sommer: Hatra. Geschichte und Kultur einer Karawanenstadt im römisch-parthischen Mesopotamien. von Zabern, Mainz 2003,  (ISBN 3-8053-3252-1), p. 24.
- Maurice Sartre: The Middle East under the Romans, 2005  (ISBN 978-0-674-01683-5), p. 346